# Wolf Gremm
Wolf Gremm (Wiesbaden, 26 febbraio 1942 – Berlino, 14 luglio 2015) è stato un regista e sceneggiatore tedesco.

## Biografia
Ha studiato regia all'Accademia per la televisione e il cinema di Berlino. Ha debuttato nel 1973 con Ich dachte, ich wär tot, e i suoi film più noti sono Fabian, adattamento del romanzo omonimo di Erich Kästner, e Kamikaze 1989, con protagonista Rainer Werner Fassbinder. Nel 1977 ha sposato la produttrice cinematografica Regina Ziegler.  È morto dopo una battaglia di 4 anni contro un tumore, da lui documentata nel documentario inedito Selfie-Film.

## Filmografia
- Ich dachte, ich wär tot (1973)
- Meine Sorgen möcht' ich haben (1975)
- Die Brüder (1977)
- Tod oder Freiheit (1977)
- Fabian (1980)
- Nach Mitternacht (1981)
- Kamikaze 1989 (1982)
- Sigi, der Straßenfeger (1984)
- Nancy & Frank - A Manhattan Love Story (2002)